# Bisdom Amparo
Het bisdom Amparo (Latijn: Dioecesis Amparensis) is een rooms-katholiek bisdom met als zetel Amparo, in Brazilië. Het bisdom is suffragaan aan het aartsbisdom Campinas.

## Geschiedenis
Het bisdom werd opgericht op 23 december 1997, uit delen van het aartsbisdom Campinas en het bisdom Limeira.

## Parochies
Het bisdom had in 2020 een oppervlakte van 2.355 km2 en telde 447.056 inwoners waarvan 70,0% rooms-katholiek was.

## Bisschoppen
- Francisco José Zugliani (23 december 1997 - 14 juli 2010)
- Pedro Carlos Cipolini (14 juli 2010 - 27 mei 2015)
- Luis Gonzaga Féchio (6 januari 2016 - heden)

Campinas (aartsbisdom) · Amparo · Bragança Paulista · Limeira · Piracicaba · São Carlos